# 丹尼路·迪奧度奴·蘇亞雷斯
丹尼路·迪奧度奴·蘇亞雷斯（葡萄牙語：Danilo Teodoro Soares；1991年10月29日—），巴西職業足球員，司職左閘，現效力於德国足球甲级联赛球會波琴。

## 榮譽

### 球會
波鴻
- 德國足球乙級聯賽冠軍：2020–21賽季[1]

## 外部連結
- Soccerway資料庫：丹尼路·迪奧度奴·蘇亞雷斯